# Tratado de Craiova
O Tratado de Craiova (em búlgaro:  Крайовска спогодба; em romeno:  Tratatul de la Craiova) ou Acordos de Craiova foi assinado em 7 de setembro de 1940 entre o Reino da Bulgária e o Reino da Romênia; como resultado de uma conferência bilateral entre ambos os países, cuja sessão começou em 19 de agosto na cidade romena de Craiova.

A Dobrudja (Dobrogea):
Dobruja do Norte
Dobruja do Sul

O objetivo da reunião, e dos acordos subsequentes, foi a resolução de litígios nos traçados  das fronteiras entre ambos os países, diferenças que estavam se arrastando desde o final do século XIX, quando a Romênia e a Bulgária ganharam sua independência do Império Otomano.
Se o retorno da Transilvânia à Hungria pela Romênia foi feito sob pressão da Alemanha nazista, os acordos de Craiova, entretanto, foram realizados sem o envolvimento direto de Berlim. Bóris III realmente explorou com habilidade a difícil situação diplomática encontrada por Carlos II, a fim de obter satisfação. O soberano romeno realmente tentou se dar bem com a sua vizinha Bulgária por não ter nada a ceder a Hungria ou a União Soviética, que estava de olho na Bessarábia.
Os acordos de Craiova conduziram finalmente a um retorno às fronteiras de 1912. A parte sul de Dobrudja (ou Dobrogea), que foi atribuído a Bucareste no final da Segunda Guerra Balcânica, foi devolvido à Sófia. A Romênia perdeu um pouco mais de 7 500 km quadrados e concordou em participar da organização de uma troca de população. O tratado foi aprovado pela Alemanha, Reino Unido, União Soviética, Itália, EUA e França.
A Romênia também teve de aceitar uma troca de população: 80 000 habitantes romenos na região - a maioria desde a sua união com a Romênia em 1913 (ver: Tratado de Bucareste de 1913) - foram forçados a abandonar suas casas e foram deslocadas no norte do país, enquanto que 65 mil búlgaros tiveram de partir do norte para o sul.